# Ênupla ordenada
Uma ênupla ordenada corresponde a uma sequência de n termos ordenados de tal forma que a ordem mostre-se importante. Geralmente a sequência encontra-se representada dentro de parênteses () ou colchetes <>.

## Definição
Como exemplo, em matemática, para n igual a dois tem-se o par ordenado
{\displaystyle P=(x,y)}
que localiza um ponto P em um espaço cartesiano bidimensional. Um trio ordenado
{\displaystyle P=(x,y,z)}
permite a identificação de um ponto no espaço tridimensional, correspondendo à uma simplificação para a notação vetorial
{\displaystyle P=x{\hat {i}}+y{\hat {j}}+z{\hat {k}}}
onde {\displaystyle {\hat {i}};{\hat {j}}} e {\displaystyle {\hat {k}}} correspondem aos vetores ortogonais unitários que definem a base cartesiana no referido espaço tridimensional.

Em Física, um quarteto ordenado permite a identificação de um evento no espaço-tempo relativístico.